# Blanca Álvarez Mantilla
Blanca Álvarez (Madrid, 18 de novembre de 1931 – Madrid, 5 de juliol de 2000) va ser una periodista espanyola. Fou coneguda inicialment per ser una de les presentadores pioneres a les pantalles de Televisió Espanyola, des de l'època de la seva fundació, ja que s'hi incorporava quatre mesos després de les primeres emissions. Malgrat que en el franquisme, i en aquella televisió primerenca, es confinava les dones a tasques estrictament d'imatge com la presentació, o bé a programes dirigits exclusivament a la població infantil o femenina, Blanca Álvarez va poder dur a terme labors com a guionista, redactora, directora i gestora de la programació televisiva.

## Biografia
Filla i esposa de periodistes, es va matricular a l'Escola de Periodisme el 1956. Entre 1950 i 1955 ja s'havia iniciat en aquest àmbit, col·laborant amb revistes juvenils, com Umbral, Alba o Volad. Posteriorment, també va treballar als diaris Pueblo i Madrid (1957-1958).
Va ingressar a Televisió Espanyola el 10 de febrer de 1957, i des de l'any següent fins a 1970 va alternar la seva tasca com a presentadora amb la de redactora dels serveis informatius, i també va ocupar els càrrecs de cap de la secretaria tècnica de programes, cap de la secretaria tècnica de documentació, redactora de la revista Tele-Radio (1958-1960), guionista el 1962, juntament amb Pilar Miró, del programa dirigit al públic femení Cuarto de estar. cap de programes infantils en diversos períodes entre 1970 i 1985 i productora executiva de programes culturals fins a 1992, any en el qual va culminar la seva carrera televisiva coordinant la unitat de producció per a les retransmissions de gimnàstica rítmica i handbol de les Olimpíades de Barcelona.
Sota el seu comandament i coordinació va sorgir la programació infantil i juvenil més ben considerada en la història de la televisió espanyola, amb programes de producció pròpia, com Barri Sèsam, La cometa blanca, Pista libre, La bola de cristal, Cesta y puntos, La casa del reloj, El gran circo de TVE, telenotícies per a joves, programes de teatre, literatura i esports per a nens i joves; i programes importats i adaptats a l'audiència del seu país: Pippi Långstrump, Fraggle Rock, The Storyteller, curtmetratges d'animació europeus, diverses sèries de ficció, etc.
Va descobrir per a l'audiència espanyola diversos personatges, com Kiko Ledgard, xouman que, després del seu pas pels programes infantils, va liderar davant les càmeres el programa concurs Un, dos, tres... responda otra vez, creat per Chicho Ibáñez Serrador.
Entre 1975 i 1977 va impartir classes de redacció periodística, i va ser professora de programació en l'Institut Oficial de Radiotelevisió en la dècada dels 70. Tant en la seva tasca com a professora com en el dia a dia del seu treball a TVE va formar diverses generacions de programadors en la televisió pública. En la dècada dels 80 també va col·laborar en programes radiofònics, com A 120, setmanal dirigit i presentat pel periodista Eduardo Sotillos a Radio 1 de Radio Nacional de España.
Entre els seus treballs en televisió com a presentadora, poden esmentar-se, al costat del Telediario (1958-1970), la presentació del programa Fin de semana (1963-1964) o la presentació i direcció del programa econòmic Nivel de vida (1968-1970), o Consulte a su médico, entre d'altres.
El 1963 va rebre el premi Antena de Oro. Va ser cofundadora de l'Acadèmia de les Ciències i les Arts de Televisió d'Espanya i membre de la seva junta directiva fins que va morir.
Va ser mare de set fills i filles, sis dels quals són professionals en cinema, publicitat i televisió.

## Trajectòria com a presentadora
- Telediario (1957-1970)
- Cita con la música (1957-1958)
- Cotilleo al aire libre (1957-1958)
- Caras nuevas (1957-1958)
- Preguntas al espacio (1958)
- Aeropuerto Telefunken (1958-1959)
- Hacia la fama (1958-1959)
- Fin de semana (1963-1964)
- Consulte a su médico (1968)
- Nivel de vida (1968-1970)